# Максимов, Андрей Николаевич
Андрей Николаевич Максимов (род. 1955) — советский и российский театральный режиссёр.

## Биография
Андрей Максимов родился 24 мая 1955 года в Куйбышеве.
В 1985 году окончил Ленинградский государственный институт театра музыки и кинематографии (класс М. В. Сулимова).
Работал в должности главного режиссёра в Кемеровском театре драмы (1985—1988), Новосибирском театре «Красный факел» (1988—1990), Красноярском театре драмы им. А. С. Пушкина (1994—1996).
С 2011 года ведёт актёрский курс в Институте Музыки, Театра и Хореографии РГПУ им. Герцена, профессор.

## Постановки в театре

### Красноярский драматический театр им. А. С. Пушкина
- «Семейный портрет с посторонним» С. Л. Лобозёрова
- 2005 — «Ханума» А. А. Цагарели[2]

### Другие театры
- 2006 — «Чёрная комедия» Питера Шеффера (Большой драматический театр имени Г. А. Товстоногова)[3]